# Castelvecchio
Castelvecchio este o arie protejată (arie specială de conservare — SAC, sit de importanță comunitară — SCI) din Italia întinsă pe o suprafață de 1.114 ha, integral pe uscat.

## Localizare
Centrul sitului Castelvecchio este situat la coordonatele 43°27′02″N 10°59′42″E / 43.450556°N 10.995°E.

## Înființare
Situl Castelvecchio a fost declarat sit de importanță comunitară în iunie 1995 pentru a proteja 9 specii de animale. Situl a fost protejat și ca arie specială de conservare în mai 2016.

## Biodiversitate
Situată în ecoregiunea mediteraneană, aria protejată conține 12 habitate naturale: Păduri panonice-balcanice de stejar turcesc - stejar sesil, Păduri de Quercus ilex și Quercus rotundifolia, Păduri de fag din Apenini cu Taxus și Ilex, Galerii de Salix alba și de Populus alba, Pante stâncoase calcaroase cu vegetație casmofită, Păduri ilirice de stejar și carpen (Erythronio-Carpinion), Pseudostepă cu ierburi și specii anuale de Thero-Brachypodietea, Pajiști uscate seminaturale și facies de acoperire cu tufișuri pe substraturi calcaroase (Festuco-Brometalia) (* situri importante pentru orhidee), Fânețe de joasă altitudine (Alopecurus pratensis, Sanguisorba officinalis), Pajiști uscate europene, Pajiști carstice calcaroase sau bazofile, de Alysso-Sedion albi, Formațiuni de Juniperus communis pe lande sau pajiști calcaroase.
La baza desemnării sitului se află mai multe specii protejate:
- păsări (4): șerpar (Circaetus gallicus), vânturel roșu (Falco tinnunculus), sfrâncioc roșiatic (Lanius collurio), ciocârlie de pădure (Lullula arborea)
- amfibieni (1): Triturus carnifex
- mamifere (2): liliacul mare cu potcoavă (Rhinolophus ferrumequinum), liliacul mic cu potcoavă (Rhinolophus hipposideros)
- nevertebrate (1): Euplagia quadripunctaria
- reptile (1): șarpele cu patru dungi (Elaphe quatuorlineata)

Pe lângă speciile protejate, pe teritoriul sitului au mai fost identificate 14 specii de plante, 4 specii de amfibieni, 1 specie de mamifere, 6 specii de nevertebrate, 1 specie de reptile.